# ロシアの交通

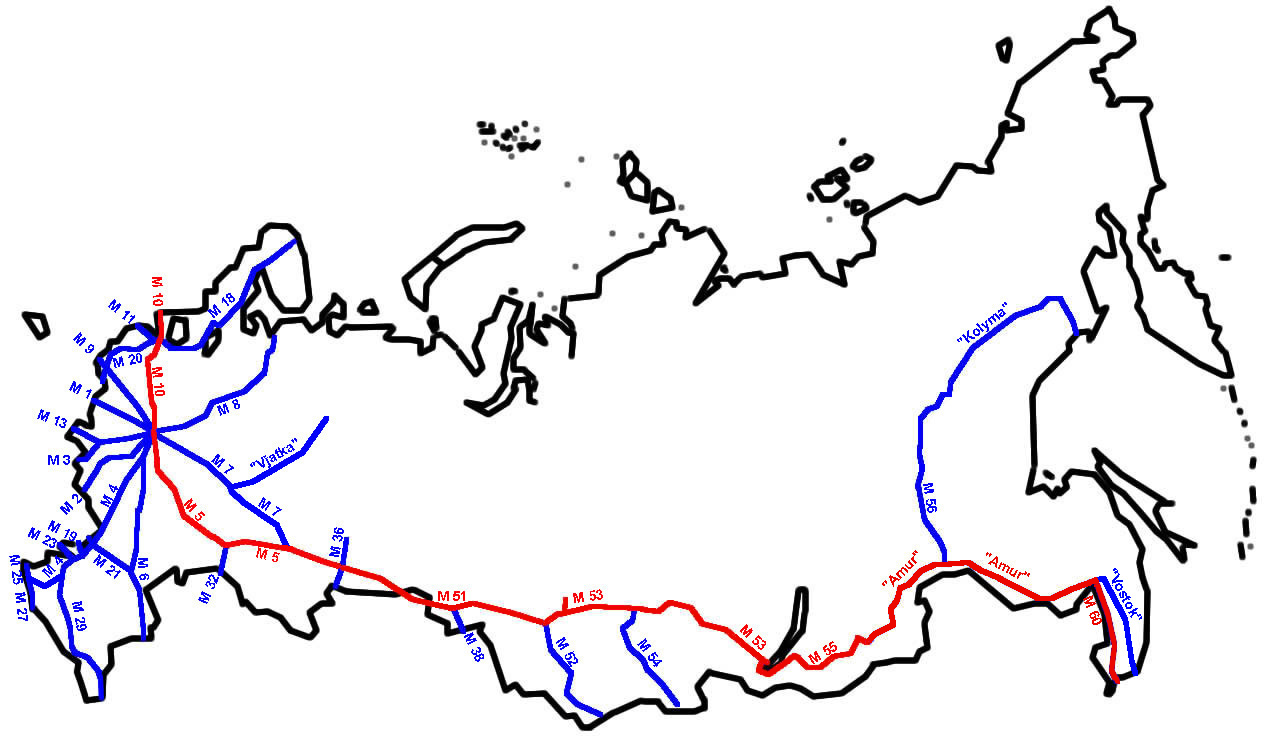
ロシア連邦道路網、赤線は、それらのうち7つの幹線道路からなるシベリア横断道路

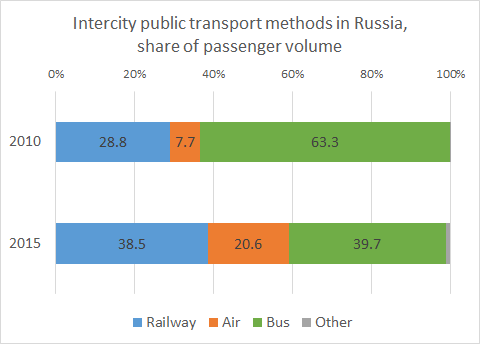
ロシア都市間公共交通機関のシェア（2010-2015年の比較）

本稿では、ロシアの交通（ロシアのこうつう）と運輸の歴史や現状について述べる。

## 歴史
- 1837年 ロシア最初の鉄道が開通。
- 1851年 サンクトペテルブルク～モスクワ間の鉄道が全線開通。
- 1923年 アエロフロート・ロシア航空の前身である「ドブロリョート」社が発足。
- 1951年 モスクワ環状道路が完成。

## 現状

### 鉄道

ロシアの主要鉄道網

ロシア初めての鉄道は1837年、サンクトペテルブルクとその郊外のツァールスコエ・セローを結ぶ鉄道であった。主要幹線のモスクワ・サンクトペテルブルク鉄道は、1851年に完成している。現在、ロシアの鉄道のほとんどは、国営企業である「ロシア鉄道」（ロシア語: ОАО "Российские железные дороги"、略称：ロシア語: РЖД、英文略称：RZD）によって運営されている。
全国的な標準のレール幅は1524mm（公式には、ソ連時代の1971年より1520mmとされている）で日本の新幹線よりも広く、3人がけ座席が通路を挟んで並べるほど車内は広い。この軌間は旧ソ連諸国（CIS）共通で、隣接するモンゴルやフィンランドなどにも存在し国際列車が走っている。なお、軌間の異なる中国（1435mm）や東ヨーロッパ諸国の狭軌線（1067mm）には、客車の台車を交換して直通している。
電化方式は直流3000V、交流25000V・50Hzである。旅客車は客車が中心だが、電化区間には電車列車も走っている。モスクワ～サンクトペテルブルク間654kmには従来有名な寝台特急電車『赤い矢』、『エクスプレス』、『メガポリス』などが走っているが、近ごろ高速特急電車『ソコル（鷹）』が就役し、最高速度250km/hで2時間30分で結んでいて、2009年にはシーメンス社の『サプサン』の輸入が始まり、今後さらに高速化される。現在のところ在来線経由であり、専用の高速新線も建設中である。
シベリア横断鉄道は2002年に全線電化され、複線化工事も進行中である。目下欧州～極東間を結ぶ貨物輸送ルート「シベリア・ランドブリッジ（SLB）」の宣伝に努めている。1960-70年代の中ソ対立のさなかに、バイカル・アムール鉄道（BAM、日本では「第二シベリア横断鉄道」とも呼ばれている）の建設も急ピッチで進められ、1984年に完成し、はじめは外国人には開放されなかったが、最近は特にタイシェトからセヴェルバイカルスク（バイカル湖北岸）は観光用にも開放されるようになった。
この他に、ロシアには1067mm軌間は唯一、かつて南半分が日本領であったサハリンに存在する。第二次世界大戦後の戦時賠償で日本から送られたD51型蒸気機関車が使われていた。また近年では、1980年代に富士重工で製造されたD2型ディーゼルカーや、1990年代に無償援助で贈られたJR東日本のキハ58系が活躍していたが、キハ58系は全て廃車された。
以上、長距離鉄道および地方鉄道の他に、大都市近郊での中距離電車の運行もエレクトリーチカという名称で盛んに行われている。各車は中央通路の両側に3人掛けのベンチが向かい合わせるように並んでいるのが普通である。

### 道路

モスクワ近郊の拡大マップが入ったロシア連邦道路網マップ

車は右側通行。ロシアの大都市では、都市計画により整然とした広い大通りが確保されている。乗合バス、マルシュルートカ（小型乗合バス）、トロリーバス、路面電車の運行が行われている。タクシーは駅、空港周辺近く以外は比較的少なく、街頭では白タクがよく使われている。自家用車については、1990年代以降、極東ロシアを通じて日本から中古車を輸入してきたが、2000年代後半に入ると富裕中間層の増大で、新車の販売台数も増えて来ている。モスクワとサンクトペテルブルクでは市の周りに自動車専用のそれぞれモスクワ環状道路とサンクトペテルブルク環状道路が完成している。
ロシアの都市間を結ぶ道路としては（旧称は2018年1月まで）、
- ロシア連邦道路M1: モスクワ - スモレンスク - ベラルーシ国境へ
- ロシア連邦道路M3: モスクワ - カルーガ - ウクライナ国境へ
- ロシア連邦道路M10/A181：モスクワ - サンクトペテルブルク（664 km） - フィンランド国境（A181の旧称：ロシア連邦道路M18）
- ロシア連邦道路M11（Moscow–Saint Petersburg Expressway）：モスクワ - サンクトペテルブルク（高速自動車道、2018年末全線開通予定）
- ロシア連邦道路M5（ウラル幹線道路）: モスクワ - チェリアビンスク、1880 km
- ロシア連邦道路R254: チェリアビンスク - ノヴォシビルスク、1528 km（旧称：ロシア連邦道路M51）
- ロシア連邦道路R297: ノヴォシビルスク - イルクーツク、1860 km（旧称：ロシア連邦道路M53）
- ロシア連邦道路R258: イルクーツク - チタ、1113 km（旧称：ロシア連邦道路M55）
- ロシア連邦道路R297（アムール幹線道路）: チタ - ハバロフスク、2100 km（旧称：ロシア連邦道路M58）
- ロシア連邦道路A370（ウスーリ幹線道路）: ハバロフスク - ウラジオストク、760 km（旧称：ロシア連邦道路M60）
- シベリア横断道路
- 欧州自動車道路： E30号線、E105号線
- アジアハイウェイ：アジアハイウェイ6号線、アジアハイウェイ30号線

などがよく知られている。しかし、国土が広く寒冷地が多いため、地方では舗装状態がよくない箇所も多い。全国的な自動車専用高速道路網は未発達である。
例えば、ロシア第2の都市・サンクトペテルブルクでは、自動車専用道路はサンクトペテルブルク環状道路が一部を除いてほぼ完成しており、最近誘致した外国企業の工場はほぼこの環状線に沿って配置されている。しかし、首都モスクワへ至る道路は自動車専用高速道路が未完成であり、通常道路のM10幹線道路（欧州自動車道路E105号線と供用）が大動脈となっている。このM10幹線道路は、ノヴゴロド州に入るまでは片側2車線（舗装状態はあまりよくない）、その後は片側1車線で時々追い越し車線または左折車線があるなどとなっていて、モスクワ近辺ではこの逆となる。しかし、2018年の末にはロシアで初めての長距離高速道路はモスクワ・サンクトベルク間に完成する予定である。

### 航空

ソビエト連邦時代の空軍基地

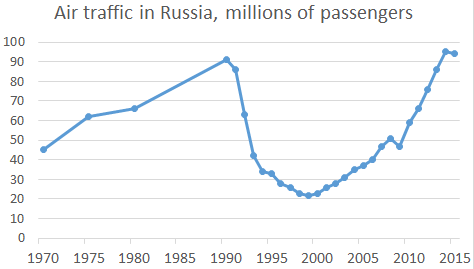
ロシア連邦航空輸送庁のデータから作られた航空機利用者数の年間推移（縦軸：100万人）

ロシアを代表するフラッグ・キャリア航空会社はアエロフロート・ロシア航空である。旧ソ連時代から国内外をさまざまな関連会社を通じて旅客、貨物のサービスを行っている。
ソ連崩壊以降はその他の航空会社も続々と設立され、国内線・国際線ともに路線を拡大している。
- S7航空
- ドモジェドヴォ航空
- トランスアエロ航空
- バシキール航空
- エアブリッジ・カーゴ
- ヴォルガ・ドニエプル航空
- ヤクーツク航空
- サハリン航空
- ウラジオストク航空

機材はロシア・旧ソ連製のイリユーシン、ツポレフ、スホーイ、アントーノフなどを使用している航空会社が多かったが、近年はエアバス社製やアメリカ・ボーイング社製（マクドネル・ダグラス社製を含む）の機材を導入する航空会社も増加している。

### 水上交通
ロシアの水上交通の港を以下に示す。
海上交通の港
- 北海のムルマンスク
- フィンランド湾のサンクトペテルブルク
- 黒海のノヴォロシイスク
- 日本海のナホトカ、ウラジオストク

河川交通
- ドン川のロストフ・ナ・ドヌ
- ヴォルガ川のヴォルゴグラード
- オビ川のトムスク
- エニセイ川のクラスノヤルスク
- レナ川のヤクーツク
- 極東のアムール川河口のハバロフスク

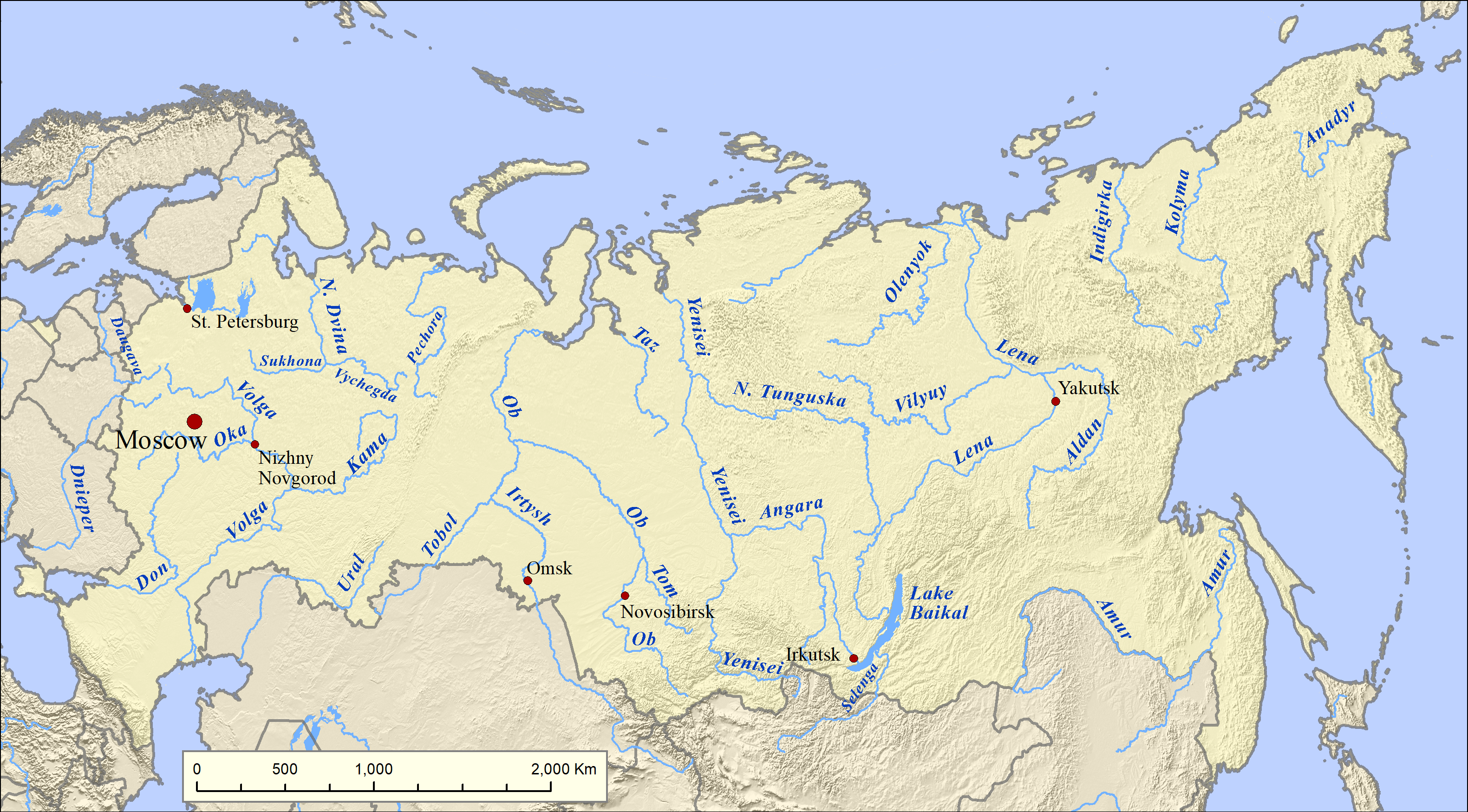
主要なロシアの川一覧

ほか、北ドヴィナ川、ネヴァ川、スヴィリ川、シベリア地域ではエニセイ川、レナ川などの川が利用されている。他の交通機関とのハブとなる町には、ウスチ＝クート、ブラーツク等がある。
運河
首都モスクワは、近郊にモスクワ運河を持ち、この運河からモスクワ川、ヴォルガ川等を伝い白海、バルト海、カスピ海、アゾフ海、黒海と行き来できるため「五海洋への港町（портом пяти морей）」と呼ばれる。
- ヴォルガ・バルト水路
- 白海・バルト海運河
- ヴォルガ・ドン運河

鉄道連絡船
- ワニノ・ホルムスク鉄道連絡船

### パイプライン
資源大国のロシアには石油と天然ガスのパイプラインが多数あり、多くは国内およびヨーロッパ諸国へ送られている。ロシアの書店で一般に売られている地図には、それらが詳しく載っていて、ロシア人の関心の深さが分かる。
近年、東シベリア油田が開発され、産出された石油を太平洋岸まで運ぶパイプライン、東シベリア-太平洋石油パイプライン（Eastern Siberia - Pacific Ocean oil pipeline）の建設が進んでいる。いまアンガルスクまできており、そこからバイカル湖の西を通って北へ行き、湖の北岸を通りBAM鉄道に沿って東へ進み、アムール州スコボロディノへ向かい、そこから中国の大慶油田に行く支線ルート（1000キロ、2011年に完成予定）と、アムール川に沿ってハバロフスク経由で、シベリア鉄道に沿ってナホトカへ達する本線ルート（スコボロディノから2100キロ、2014年に完成予定）がある。

## 交通事故
ロシア連邦は人口当たりの交通事故死リスクが世界的に見て高く、交通違反を取り締まる警察官への不信感が根強く、広大な国土に加え、職務怠慢な警察や汚職が横行し、衝突事故で目撃証言が有利に働くことが無い法制度から、他国でドライブレコーダーが普及する以前から車載用デジタルビデオレコーダー（ロシア語: Автомобильный видеорегистратор）は必需品となっており、世界で最もドライブレコーダーが売れている国家の一つともいわれ、2012年には、30万〜150万台が販売されたという推定がある。このため2013年チェリャビンスク州の隕石落下では、市街地の上空を尾を引きながら通過していく隕石の様子を、自動車に設置された多数のドライブレコーダーが撮影しており、一般市民による多様なアングルからの隕石落下の映像が、ニュースや動画共有サイトを通して世界中に公開された。

## 日本との交通

### 航空
ソ連時代の間でも、モスクワ、ハバロフスクとの間に定期便が就航していた。ソ連崩壊後は極東ロシアを中心に日本各地に直行便が相次いで就航し、最盛期には札幌、函館、青森、新潟、富山、東京、名古屋、大阪、北九州の計8～9都市前後との間に直行便が就航していた。特に新潟は、ハバロフスク、ウラジオストク、イルクーツクの3都市が乗り入れ、シベリア方面への中心地となった。しかし、近年、政治・経済的な関係悪化などの影響で、相次いでロシアとの航空路線は撤退、減便、縮小となり、2011年には、ロシアとの間に通年運航の直行便が残る都市は札幌と東京のみとなった。以下に挙げる便は、定期便のみ。成田国際空港発の極東路線は一部がプログラム定期チャーター便である。

#### 運航路線
通年運航
- 札幌 - ユジノサハリンスク（2001年〜・サハリン航空）
- 東京 - モスクワ（シェレメーチエヴォ）・モスクワ（ドモジェドボ）（1967年〜・アエロフロート・ロシア航空、日本航空）
- 東京 - ウラジオストク （2010年〜・ウラジオストク航空、2012年〜・シベリア航空）
- 東京 - ハバロフスク（2010年〜・ウラジオストク航空、2012年〜・シベリア航空）

季節運航
- 東京 - ユジノサハリンスク（2009年〜・ウラジオストク航空）
- 東京 - サンクトペテルブルク（1998年〜・アエロフロート・ロシア航空、2008、2010、2012年・トランスアエロ航空）
- 東京 - イルクーツク（2012年・ヤクーツク航空、7月〜8月限定）
- 新潟 - ウラジオストク（2013年・ヤクーツク航空夏季限定）

#### 撤退路線
- 札幌 - ハバロフスク（2010～2011年・サハリン航空）
- 函館 - ユジノサハリンスク（1994～2010年・サハリン航空）
- 青森 - ハバロフスク（1995年～2008年・ダリアビア航空）
- 新潟 - ハバロフスク（1973～2010年・ウラジオストク航空、日本航空）
- 新潟 - ウラジオストク（1991～2011年・ウラジオストク航空）
- 新潟 - イルクーツク（1991～2000年、2004～2006年・シベリア航空）
- 東京 - ペトロパブロフスク・カムチャツキー（2009年～2011年・ウラジオストク航空、毎年6月～8月限定）
- 富山  - ウラジオストク（1994～2010年12月・ウラジオストク航空）
- 名古屋 - モスクワ（1991年～・アエロフロート・ロシア航空）
- 大阪 - モスクワ（1996年～・アエロフロート・ロシア航空）
- 大阪 - サンクトペテルブルク（2003年、アエロフロート・ロシア航空）
- 大阪 - ウラジオストク（～2008年・ウラジオストク航空）
- 北九州 - ウラジオストク（2006～2008年、毎年9月限定・ウラジオストク航空）

### 船舶

#### 運航航路
- 稚内 - コルサコフ（1995年～・ハートランドフェリー）
- 小樽 - ホルムスク　-　ワニノ（1995年～・日ロ定期フェリー航路）
- 境港 - 東海（韓国）　-　ウラジオストク（2009年～2020年・DBSクルーズフェリー）

#### 廃止航路
- 新潟港 - 束草（韓国） - トロイツァ（ザルビノ）（～2009年・北東アジアフェリー）
- 伏木富山港 - ウラジオストク（～2010年・ルーシ号、ニュードンチュン号）

## 参考
1. ↑  大前研一『ロシア・ショック』（講談社、2008）
2. ↑  世界地図帳 ロシア語: Атлас мира (Москва: Унииннех 2007)
3. ↑  ロシアの石油の大慶ルートの行方
4. ↑  東シベリア原油の中国ルートへのロシア側は敷設完了
5. ↑  大槻智洋 (2012年7月11日). “事故大国で人気沸騰、ドライブレコーダー３機種を分解 「粗利３割、スマホでは代替できない」と台湾メーカーが期待”. 日本経済新聞. 日経エレクトロニクス (日本経済新聞社) 2014年3月19日閲覧。
6. 1 2 3 4  DAMON LAVRINC (2013年2月18日). “隕石でわかった、ロシア「車載カメラの常識」”. WIRED.jp.  コンデナスト・ジャパン. 2014年3月26日閲覧。
7. 1 2 3 4  遠藤良介 (2013年2月24日). “悪徳警官のおかげ？ ロシア隕石撮影の裏事情”. SankeiBiz (産経デジタル).  オリジナルの2013年3月6日時点におけるアーカイブ。 2014年3月29日閲覧。 {{cite news}}: |archiveurl=の値が不正です。 (説明)⚠